# Eucidaris
Oursins-mines
Genre
Eucidaris est un genre d'échinodermes (oursins) de la famille des Cidaridae, parfois appelés « oursin-mines » ou « oursins-lances ».

## Description et caractéristiques
Ce sont des oursins réguliers : le test (coquille) est plus ou moins sphérique, protégé par des radioles (piquants), l'ensemble suivant une symétrie pentaradiaire (centrale d'ordre 5) reliant la bouche (péristome) située au centre de la face orale (inférieure) à l'anus (périprocte) situé à l'apex aboral (pôle supérieur).
Ce genre se caractérise par certaines spécificités squelettiques : les radioles primaires sont très épaisses et robustes, mais pas très longues car elles sont brutalement tronquées à leur pointe, presque plate, finissant par un bouton terminal. Ces radioles sont granulées de petits piquants corticaux très caractéristiques. Les radioles secondaires sont très réduites. Le test est modérément épais, avec un disque apical généralement monocyclique, légèrement plus petit que le péristome, avec de larges plaques génitales très marquées, dont l'une est plus grande que les autres (la plaque madréporitique). Les tubercules sont perforés et non crénulés, sur des aréoles presque pas incisées. Les tubercules scrobiculaires sont différentiés et espacés, les tubercules extrascrobiculaires étant hétérogènes. Les ambulacres sont presque droits, avec des paires de pores disposées horizontalement.
Ce genre est apparu à l'Oligocène.
En raison de leurs piquants courts et épais, ces espèces sont parfois appelées « oursin-mines » ou « oursins-lances ». Il arrive d'ailleurs parfois que des baigneurs ignorants confondent de gros spécimens avec des mines sous-marines.

## Liste d'espèces
| Selon World Register of Marine Species (14 mai 2010) : ... - Eucidaris australiae Mortensen, 1950 - Eucidaris galapagensis Döderlein, 1887 -- Galapagos - Eucidaris metularia (Lamarck, 1816) -- Indo-Pacifique tropical - Eucidaris thouarsii (L. Agassiz & Desor, 1846) -- Pacifique est - Eucidaris tribuloides (Lamarck, 1816) -- Atlantique tropical - Eucidaris coralloides Fell, 1954 † - Eucidaris strobilata Fell, 1954 † Selon ITIS (14 mai 2010) : - Eucidaris thouarsii (Valenciennes, 1846) - Eucidaris tribuloides (Lamarck, 1816) |

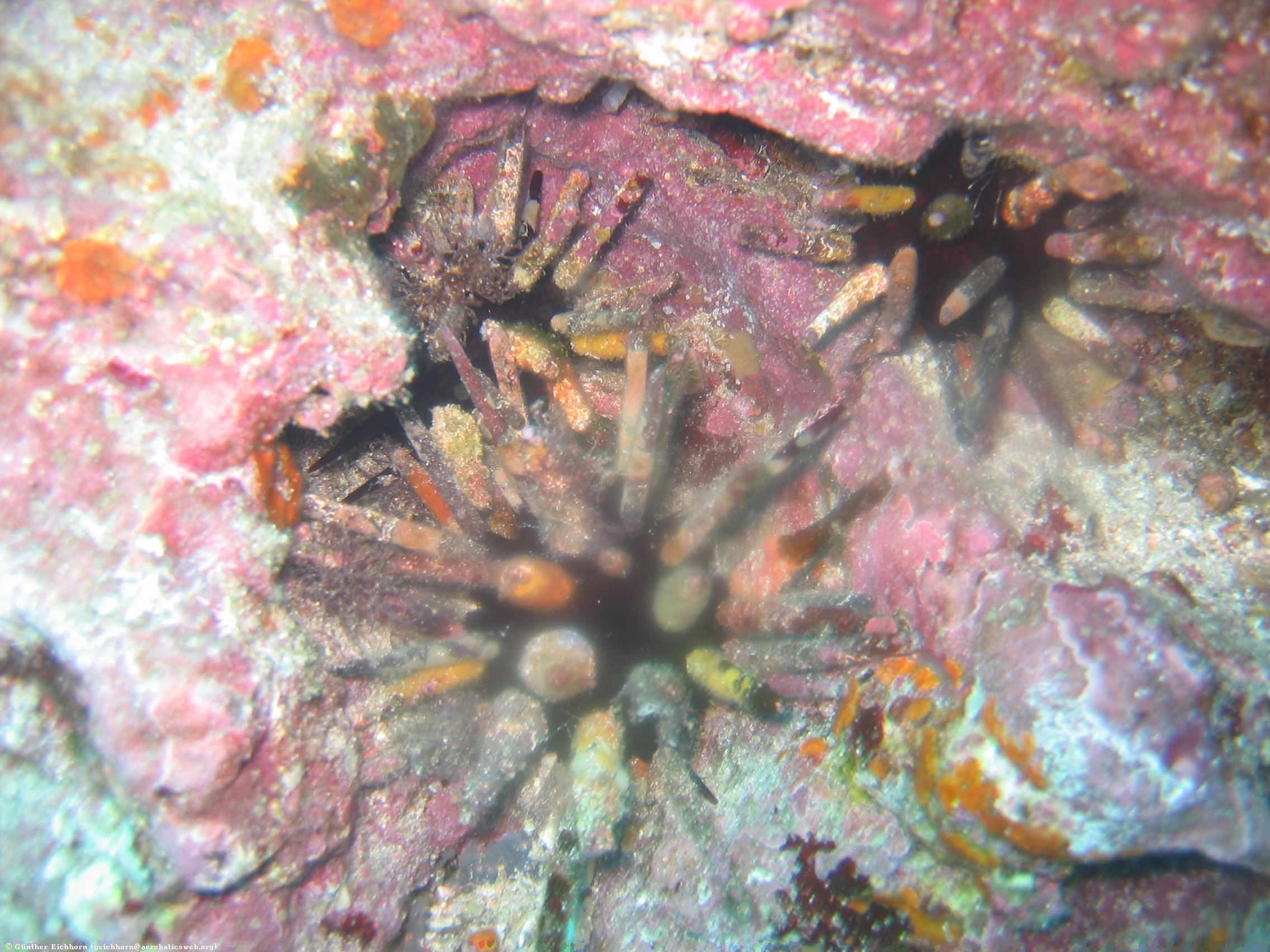
Eucidaris galapagensis
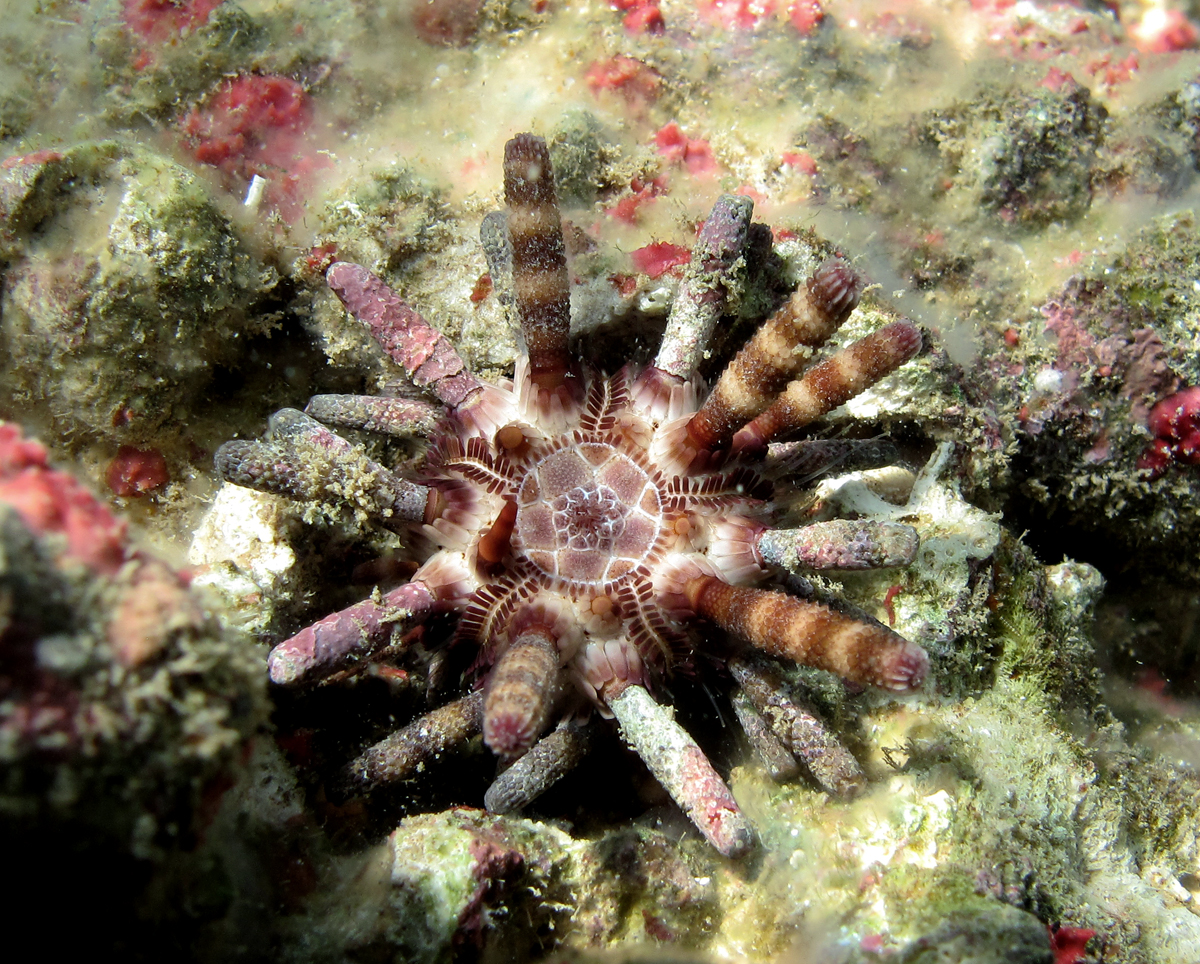
Eucidaris metularia
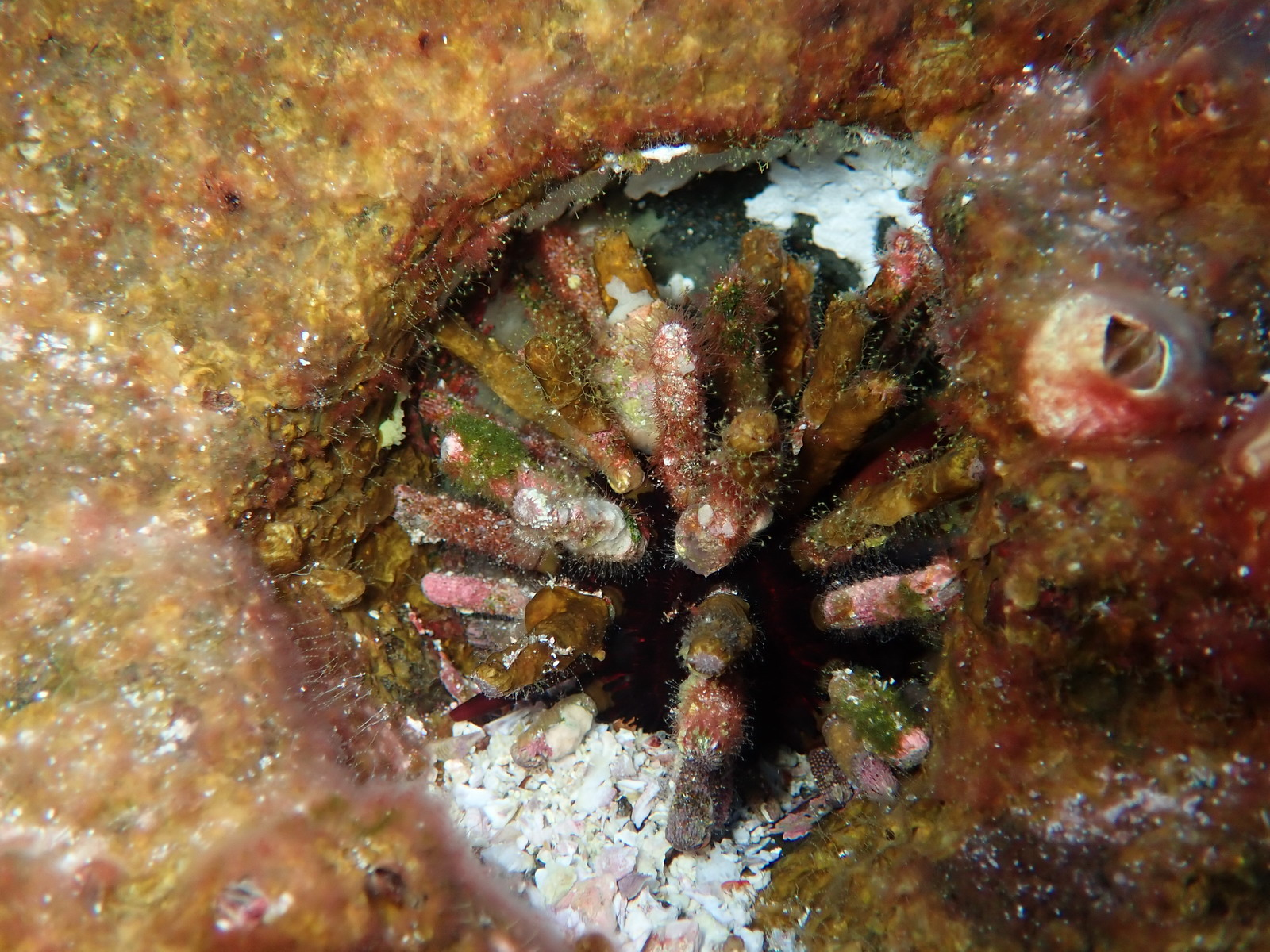
Eucidaris thouarsii
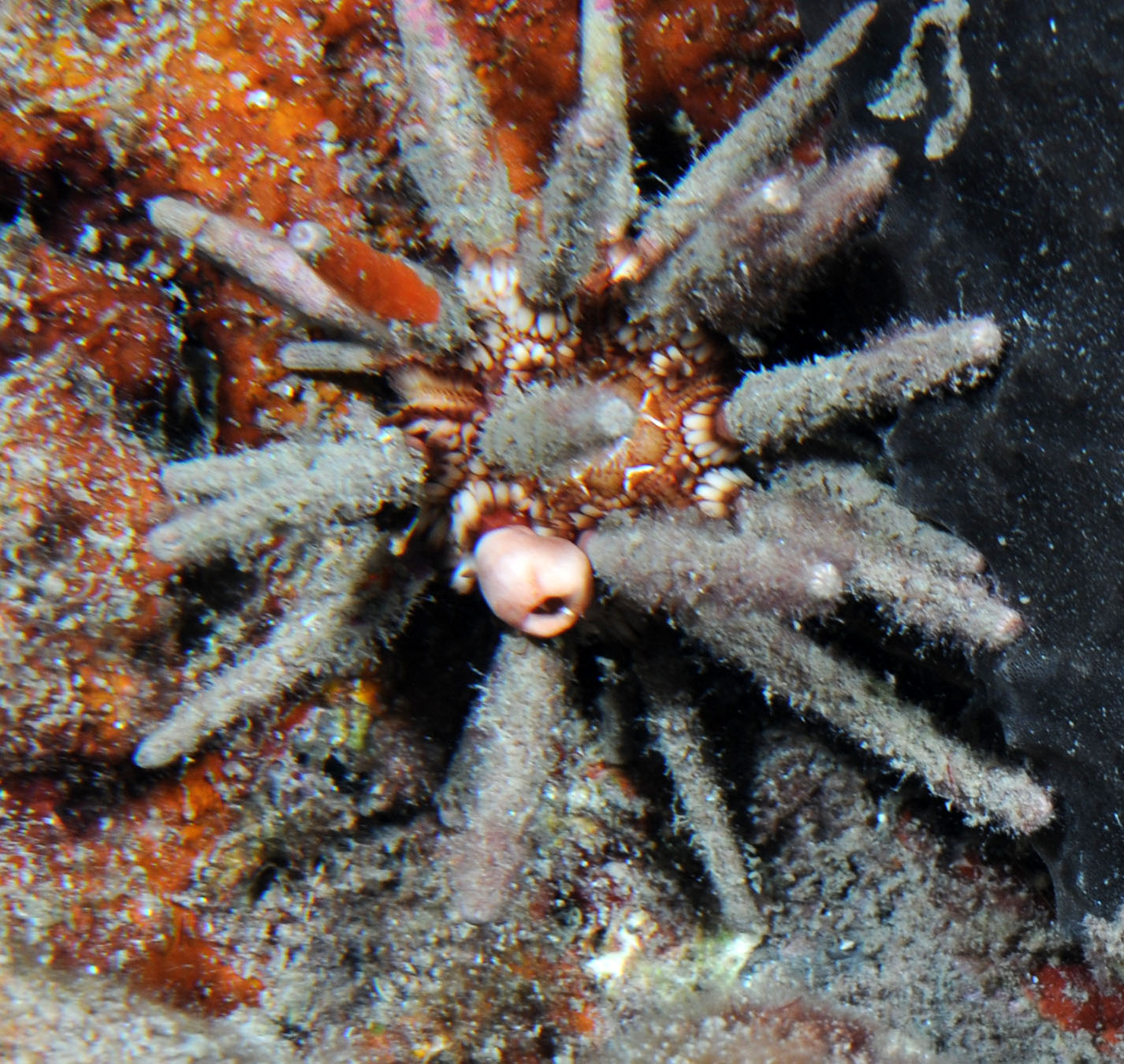
Eucidaris tribuloides